# Crossway Green
Crossway Green – wieś w Anglii, w hrabstwie Worcestershire, w dystrykcie Wychavon. Leży 14 km na północ od miasta Worcester i 171 km na północny zachód od Londynu.